# Río Samborombón
El río Samborombón es un curso de agua de la Provincia de Buenos Aires, Argentina. Perteneciente a la Cuenca del Plata, nace en el partido de San Vicente, justo al sur de la Ruta Provincial 6, desaguando dos lagunas que se encuentran a medio camino entre las localidades de Cañuelas y San Vicente. El río presenta numerosos meandros, pero sigue una clara dirección sudeste durante todo su recorrido.
Atraviesa los partidos de San Vicente y Brandsen, para servir luego de límite entre el partido de Chascomús con los de Magdalena y Punta Indio, hasta desembocar en la Bahía de Samborombón muy próximo a la desembocadura del río Salado. 
Este es un típico río de llanura que discurre a lo largo de 100 km , atravesando un terreno levemente ondulado y su cuenca se extiende por unos 11.510 km². Este corto recorrido presenta muy poco caudal en época de sequía, pero se vuelve muy caudaloso en tiempos de lluvias.
Sus principales afluentes son por la margen derecha los arroyos Peña y González y por la margen izquierda, los arroyos El Portugués, San Vicente, Abascal, Dulce, Las Horquetas y Todos los Santos.
Detalle de la cuenca.
- 98% de la superficie del partido de Brandsen.
- 91% de la superficie del partido de San Vicente.
- 57% del partido de Magdalena.
- 32% del partido de La Plata.
- 31% del partido de Cañuelas.
- 25% del partido de Florencio Varela.